# معهد الهادي الرايس لأمراض العيون

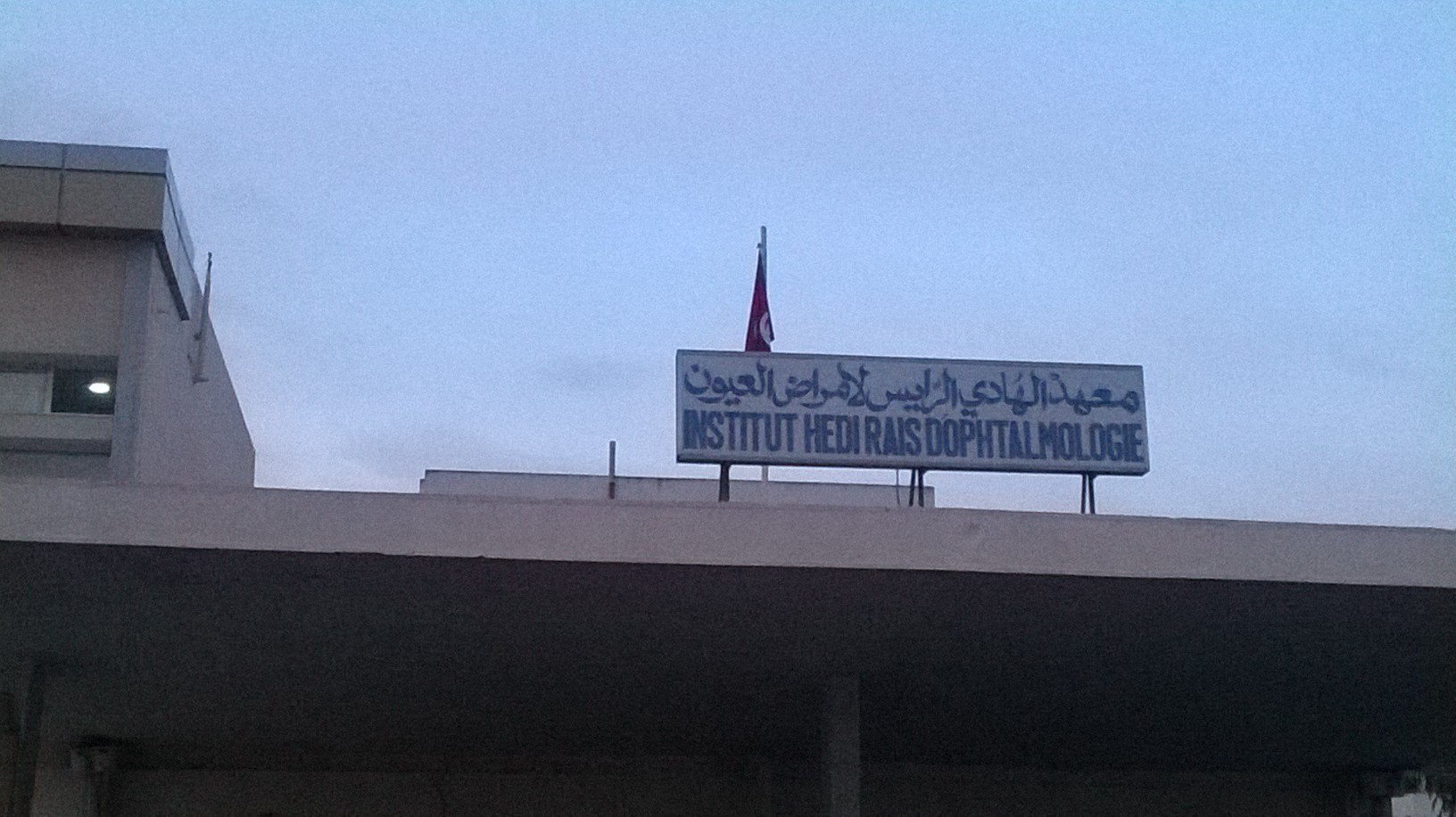
واجهة معهد الهادي الرايس لأمراض العيون

معهد الهادي الرايس لأمراض العيون هو مستشفى جامعي يقع بحي باب سعدون بمدينة تونس على شارع 9 أفريل 1938. يحوي معهد الهادي الرايس لأمراض العيون عدة أقسام في طب العيون وجراحة العيون وأقسام مخبرية وتصوير طبي.